# Полосков Анатолій Олександрович
Анатолій Олександрович Полосков (нар. 31 січня 1968, місто Архангельськ, РРФСР, тепер Російська Федерація) — український діяч, підприємець, голова Закарпатської обласної державної адміністрації з 7 грудня 2020 по 18 листопада 2021 року.

## Життєпис
З 1990 року живе та працює на Закарпатті.
1997 року закінчив Національну юридичну академію України імені Ярослава Мудрого за спеціальністю «правознавство».
Працював на різних посадах у банківському секторі, займався підприємницькою діяльністю в Закарпатській області.
У 2011—2020 роках — директор виноробної компанії «Шато Чизай» у Береговому Закарпатської області.
З 7 грудня 2020 по 18 листопада 2021 року — голова Закарпатської обласної державної адміністрації.